# Höherberg
Der Höherberg ist eine 242 m ü. NHN hohe Erhebung im Landkreis Göttingen in Südniedersachsen.

## Lage und Umgebung

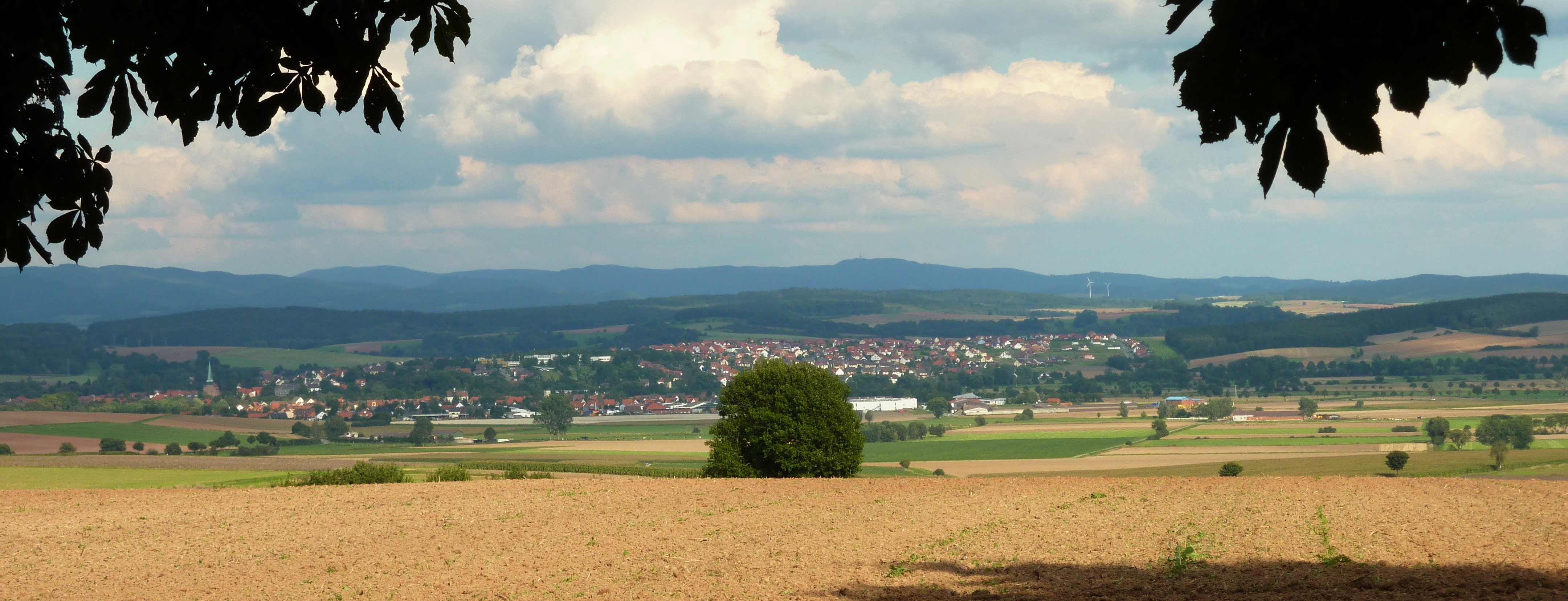
Blick vom Höherberg auf Gieboldehausen und den Harz

Der Höherberg befindet sich mitten in der Goldenen Mark, einer fruchtbaren Landschaft im Untereichsfeld ungefähr 11 Kilometer nordwestlich von Duderstadt.
Angrenzende Orte sind Wollbrandshausen, Gieboldehausen, Bilshausen und Bodensee, wobei der höchste Punkt in der Gemeinde Wollbrandshausen liegt. Unmittelbar südlich verläuft die Bundesstraße 27. 
Flurbezeichnungen im Bereich des Berges sind der Werxhäuser Berg im Nordosten, der Hambeck im Osten, der Bühlberg im Südosten, das historische Knickfeld im Süden, das Sieckfeld im Westen und der Hellenberg mit dem angrenzenden Gelkental im Norden.
Von hier aus bietet sich ein schöner Ausblick auf die Landschaft des Eichsfelder Beckens und die angrenzenden Höhenzüge, wie dem Göttinger Wald, das Ohmgebirge und den Rotenberg, bei gutem Wetter sogar bis zum Harz.

## Geschichtliches
Über den Höherberg verlief vermutlich seit dem Mittelalter eine Landwehr, die von der Rhume bei Bilshausen, über den Lemmshäuser Berg, den Sonnenberg, den Höherberg an Wollbrandshausen vorbei in Richtung Seeburg führte, die Flur am Füße des Höherberges nordwestlich von Wollbrandshausen heißt noch heute das Knickfeld. Nach Akten aus dem 16. Jahrhundert bestand die Landwehr aus bis zu drei Gräben, 1552 auch als Knick bezeichnet. 1715 wird der Berg in einem Gieboldehausener Lagerbuch als Hägerberg erwähnt, wo eine Warte stand, die sogenannte Hägerwrte. Über die Erbauer der Warte und der Landwehr und deren Funktion ist nichts bekannt. Noch heute sind im Gelände der Platz der Warte dicht neben der Wallfahrtskapelle und Reste der Landwehr erkennbar. In der Gaußschen Landesaufnahme von 1828 und in der Königlich Preußischen Landesaufnahme von 1876 wurde der Berg als Heverberg bezeichnet. Mitte des 19. Jahrhunderts kam es zum Verkauf des Herrschaftlich Wollbrandshäuser-Gieboldehäuser Knicks an die umliegenden Gemeinden. Ab Ende des 19. Jahrhunderts wird der Berg in seiner heutigen Bezeichnung in den Kartenwerken genannt.

## Besonderheiten

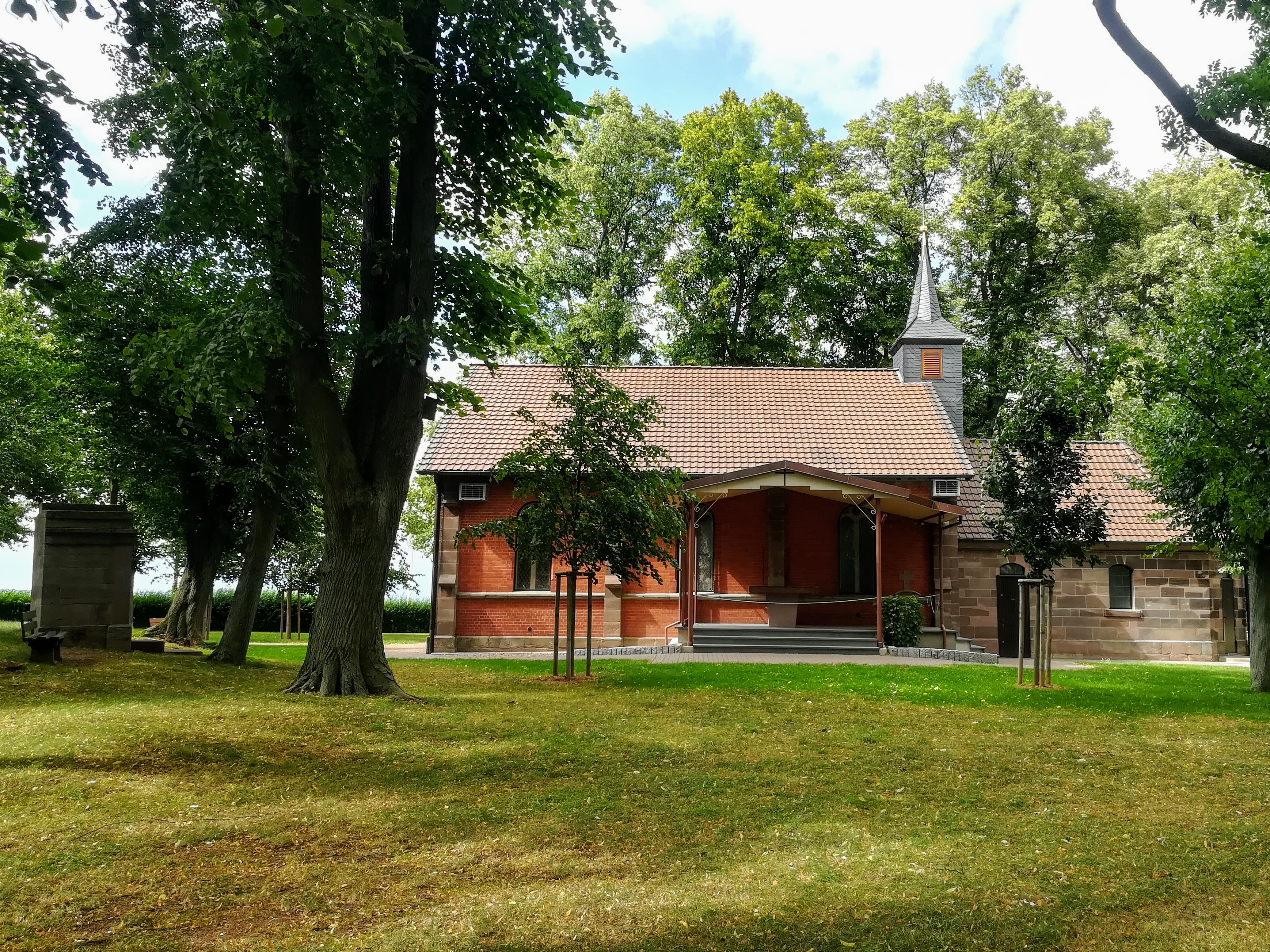
Wallfahrtskapelle zu den Vierzehn Heiligen Nothelfern auf dem Höherberg

Auf dem Höherberg befindet sich seit 1856 die Wallfahrtskapelle zu den Vierzehn Heiligen Nothelfern, zu der im Verlauf des Jahres mehrere Wallfahrten stattfinden. Zu dieser Kapelle führt von Wollbrandshausen und Bodensee jeweils ein Kreuzweg mit 14 Stationen.
Über den Berg verläuft der Eichsfeld-Wanderweg. 
Sonstige Einrichtungen auf dem Höherberg sind ein Trinkwasserhochspeicher sowie ein Mobilfunkmast. Zur Verstärkung der Funkreichweite wurde weiterhin ein Antennenmast für den BOS-Funkverkehr errichtet. Nach dem Berg benennt sich der Fußballclub FC Höherberg. 